# Olympische Winterspiele 2022/Teilnehmer (Zypern)
| Gelbes Symbol für Goldmedaillen mit stilisierten Olympischen Ringen | Graues Symbol für Silbermedaillen mit stilisierten Olympischen Ringen | Braundes Symbol für Bronzemedaillen mit stilisierten Olympischen Ringen |
| ------------------------------------------------------------------- | --------------------------------------------------------------------- | ----------------------------------------------------------------------- |
| —                                                                   | —                                                                     | —                                                                       |

Zypern nahm an den Olympischen Winterspielen 2022 in Peking zum zwölften Mal in seiner Geschichte an Olympischen Winterspielen teil. Einziger Teilnehmer war der Skirennläufer Giannos Kougioumtzian.

## Teilnehmer nach Sportarten

### Ski Alpin
| Athleten              | Wettbewerbe | 1. Lauf | 1. Lauf       | 2. Lauf       | 2. Lauf       | Gesamt        | Gesamt |
| Athleten              | Wettbewerbe | Zeit    | Rang          | Zeit          | Rang          | Zeit          | Rang   |
| --------------------- | ----------- | ------- | ------------- | ------------- | ------------- | ------------- | ------ |
| Männer                |             |         |               |               |               |               |        |
| Giannos Kougioumtzian |             |         |               |               |               |               |        |
| Riesenslalom          | 1:20,66 min | 50      | 1:21,85 min   | 39            | 2:42,51 min   | 42            |        |
| Slalom                | DNF         | DNF     | ausgeschieden | ausgeschieden | ausgeschieden | ausgeschieden |        |